# Samuel Spokes
Samuel Spokes (Tamworth, 16 april 1992) is een Australisch voormalig wielrenner die twee jaar prof was bij Drapac Professional Cycling.

## Carrière
Als tweedejaars junior, in 2010, won Spokes het eindklassement van Luik-La Gleize en nam hij deel aan de wedwedstrijd op het wereldkampioenschap, die hij niet uitreed.
In 2013 maakte Spokes de overstap naar Etixx-iHNed. Hij nam dat jaar deel aan onder meer de Ronde van Tsjechië, de Ronde van de Toekomst en de ploegentijdrit op het wereldkampioenschap. In zijn tweede jaar bij de ploeg won hij twee etappes en het eindklassement in de Vredeskoers. Na twee seizoenen in Tsjechische dienst werd Spokes in 2015 prof bij Drapac. Vroeg in het seizoen werd hij zeventiende in de Cadel Evans Great Ocean Road Race en dertigste in het eindklassement van de Herald Sun Tour.

## Overwinningen
2010
Eindklassement Luik-La Gleize
2012
Eindklassement Ronde van Eure-et-Loir
2014
2e en 3e etappe Vredeskoers, Beloften
Eind- en puntenklassement Vredeskoers, Beloften

## Ploegen
- 2013 –  Etixx-iHNed
- 2014 –  Etixx
- 2015 –  Drapac Professional Cycling
- 2016 –  Drapac Professional Cycling

Alaphilippe · Bouvry · Hník · D. Hoelgaard · M. Hoelgaard · Konrad · Koudela · Sénéchal · Spokes · Vakoč · Verhelst · Wiśniowski · Rumac (stagiair)
Cuadros · Dolezel · Ghistelinck · Guérin · Hirt · Hník · D. Hoelgaard · M. Hoelgaard · Kerkhof · Rumac · Spokes · Wisniowski · Schultz (stagiair)
Brown · Clarke · Girdlestone · Hucker · Jones · Kerby · Kohler · Koning · Lapthorne · Meyer · Norris · Peterson · Phelan · Roe · Rudolph · Spokes · Sulzberger · Wippert · Canty (stagiair) · Evans (stagiair)
Brown · Canty · Clarke · Earle · Evans · Jones · Kerby · Koning · Lowndes · Mannion · Meyer · Mouris · Norris · Phelan · Roe · Scully · Spokes · Sulzberger